# Kuwait National Stadium
Le Kuwait National Stadium (en arabe : ملعب الكويت الوطني) est un stade omnisports situé à Koweït City au Koweït.
Il est principalement utilisé pour des matchs de football. Il a une capacité de 16 000 places.